# Velika Remeta
Velika Remeta (en serbe cyrillique : Велика Ремета) est un village de Serbie situé dans la province autonome de Voïvodine. Il fait partie de la municipalité d’Irig dans le district de Syrmie (Srem). Au recensement de 2011, il comptait 44 habitants.
Avec Krušedol Selo, Velika Remeta forme une communauté locale, c'est-à-dire une subdivision administrative, de la municipalité d'Irig. Sur le territoire du village se trouve le monastère de Velika Remeta, un des 16 monastères orthodoxes serbes de la Fruška gora.

## Géographie

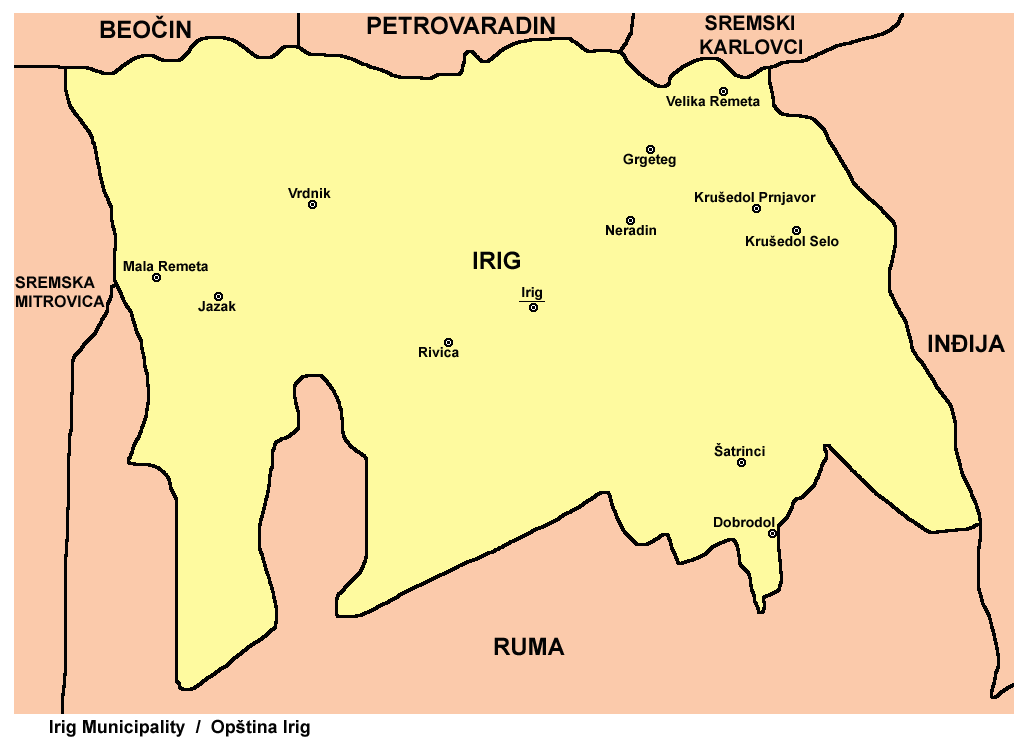
Localisation de Velika Remeta dans la municipalité d'Irig

Velika Remeta se trouve dans la région de Syrmie, sur les pentes méridionales du massif de la Fruška gora. Il est situé près du ruisseau du Manastirski potok, un affluent du Šelevrenac. Il se trouve au sud de Sremski Karlovci, au nord-est d'Irig et au sud-ouest de Čortanovci. Des routes locales permettent de rejoindre Grgeteg et Krušedol et une route forestière relie le village au mont Stražilovo et à Sremski Karlovci.

## Histoire
L'histoire du village est liée à celle de son monastère, sans doute fondé par le roi Stefan Dragutin (1276-1282). La plus ancienne source évoquant cet établissement religieux est un firman du sultan Soliman le Magnifique daté de 1534. Dans un autre firman daté de 1564, Velika Remeta est mentionné sous le nom de Remba, un nom provenant sans doute du mot eremita, « l'ermite ». En 1831, le village est mentionné sous le nom de Remta et son nom actuel de Velika Remeta apparaît en 1859. Par son origine, il est caractéristique des prnjavors que l'on trouve dans le massif : il s'agissait d'un village rural habité par des serfs dépendant de l'institution religieuse.
Le village dispose d'une route asphaltée depuis 1965, au moment où furent construites les premières résidences secondaires du secteur ; il a été électrifié en 1970.

## Démographie
| 1948 | 1953 | 1961 | 1971 | 1981 | 1991 | 2002 | 2011 |
| ---- | ---- | ---- | ---- | ---- | ---- | ---- | ---- |
| 30   | 34   | 38   | 34   | 28   | 28   | 42   | 44   |

|  |

### Données de 2002
Pyramide des âges (2002)
En 2002, l'âge moyen de la population était de 46,6 ans pour les hommes et 56,3 ans pour les femmes.
Répartition de la population par nationalités (2002)
En 2002, les Serbes représentaient 97,6 % de la population.

### Données de 2011
En 2011, l'âge moyen de la population était de 56 ans, 52,7 ans pour les hommes et 58,7 ans pour les femmes.

## Tourisme
La fondation du monastère de Velika Remeta est attribuée au roi Stefan Dragutin ; les documents historiques attestent de son existence pour la première fois en 1562. Le monastère est aujourd'hui inscrit sur la liste des monuments culturels d'importance exceptionnelle de la République de Serbie.

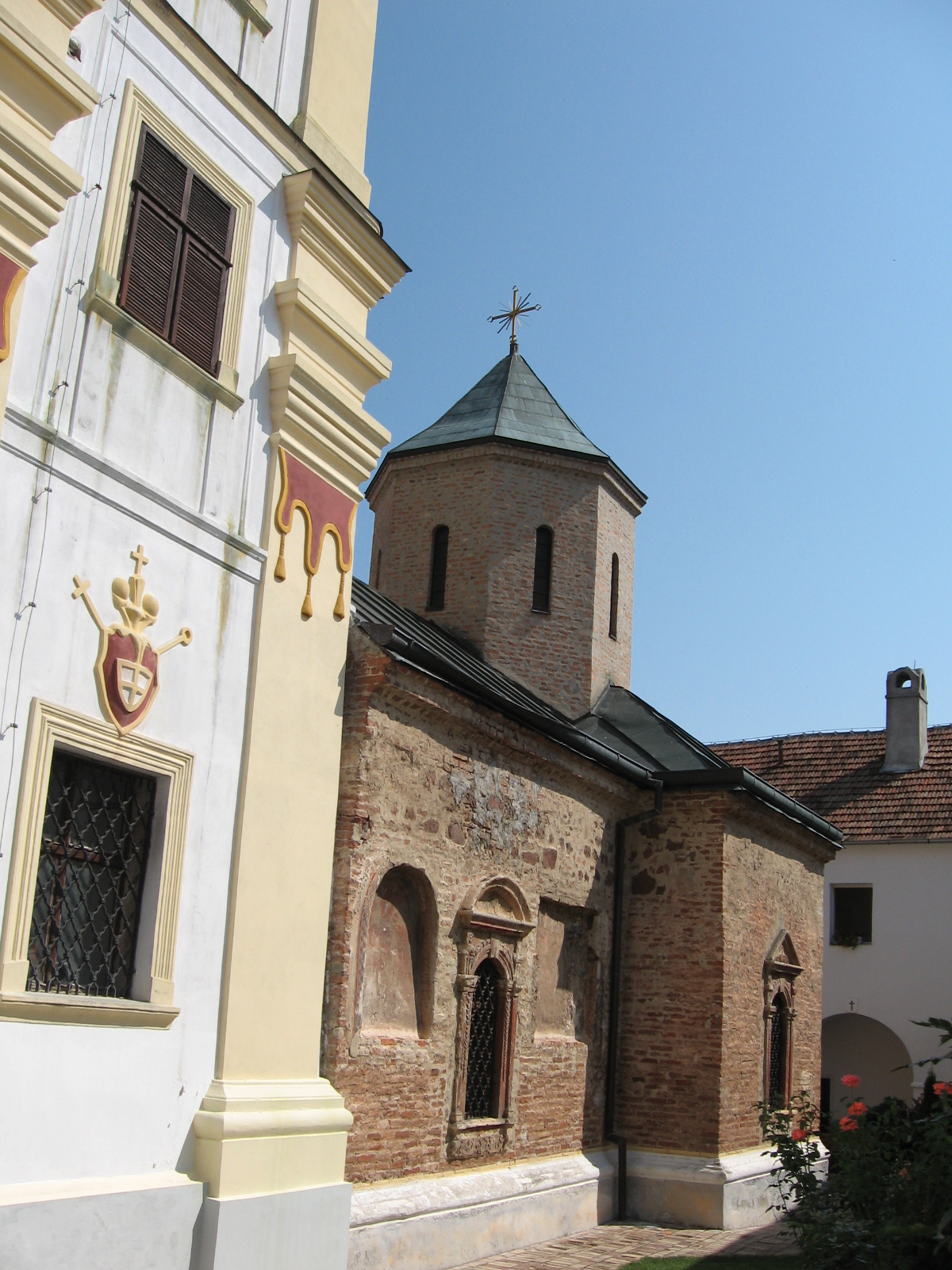
L'église du monastère